# Ferdinand von Hagen
Ferdinand von Hagen (* 10. März 1800 in Ilsenburg (Harz); † 1. Juli 1874 in Wernigerode) war zuletzt Oberforstmeister in Stralsund. Er galt als guter Kultivator mit einer Vorliebe für Eichen und zugleich als ausgezeichneter Hochwild-Jäger.

## Herkunft
Er entstammt der bekannten Förster-Familie Hagen (Allendorfer Linie). Seine Eltern waren der gräflich stolberg-wernigerodeische Oberforstmeister Friedrich Wilhelm von Hagen (1754–1827) und dessen zweiter Ehefrau Christiane Charlotte Hardegen (1775–1851). Er hatte noch fünf weitere Brüder, die alle bedeutende Förster waren, darunter: Otto (1817–1880), Friedrich (1801–1880), Justus Dietrich (1811–1866)

## Leben
Er erhielt seine Schulbildung auf dem Gymnasium in Wernigerode und wurde dann von 1817 bis 1819 von seinem Vater in den verschiedenen Revieren zur Ausbildung geschickt. Anschließen studierte er auf den Universitäten Halle und Göttingen Mathematik, Natur- und Kameralwissenschaften. 1822 bestand er seine Prüfung als Feldmesser, im Oktober 1822 kam er dann in den königlichen Staatsdienst. Dort war er zunächst mit Forstvermessungen beauftragt. Ende 1825 bestand er das Oberförstereramen und kam als Forstreferendar zur Regierung in Frankfurt an der Oder, um später in den höheren Forstdienst zu gehen. Im Jahr 1830 wurde er dann Oberförster in Limmritz und Ende 1838 zum Forstinspektor in Preußisch Stargard ernannt. Schon 1840 kam er auf die Forstmeisterstelle nach Neuhaldensleben, später zog er nach Magdeburg. Im Jahr 1850 wurde er Oberforstmeister in Stralsund. In Ilsenburg feierte er am 10. Oktober 1872 sein 50-jähriges Dienstjubiläum und ging am 1. Oktober 1873 in den Ruhestand. Diesen verbrachte er in Wernigerode.

## Familie
Hagen heiratete am 24. Mai 1832 Clementine von Landwüst (* 9. August 1806; † 17. Juni 1896). Das Paar hatte mehrere Kinder:
- Friedrich (* 1. März 1846; † 19. April 1926), Generalleutnant ⚭ 1871 Klara Friederike Wilhelmine von Zanthier (1848–1928)
- Friedrich Wilhelm Heinrich Hartmann (* 25. Juli 1835; † 26. März 1899) ⚭ 1877 Klara Hüsenett (1840–1932)
- Rene Friedrich Wilhelm Ferdinand (* 22. September 1836; † 1908), Oberforstmeister ⚭ Lucie Caroline Luise von Engelhard (* 27. August 1842; † 1925)
- Karl (* 10. September 1839), preußischer Major

⚭ Hedwig Golde (* 30. Januar 1848; † 11. Februar 1877)
⚭ 1879 Maria Meier (* 20. Dezember 1839)
- Anna Julie Henriette (* 13. Februar 1843)